# Північний гірничо-збагачувальний комбінат
Північний гірничо-збагачувальний комбінат, ПрАТ (Північний ГЗК) — найбільше (на початок XXI ст.) гірничодобувне підприємство Європи з закінченим циклом підготовки доменної сировини — залізорудного концентрату та обкотишів (котунів). Комбінат розташований на півночі Кривого Рогу.
Має повний цикл підготовки сировини. 
Промислові запаси оцінюються в 2943 млн. т. 

## Історія комбінату
Будівництво розпочато 1960 року на базі Першотравневого, згодом — Ганнівського родовища залізистих кварцитів Криворізького залізорудного басейну. Першу збагачувальну фабрику введено в дію 1963 року, другу — 1978-го. Продукція — залізорудний концентрат, офлюсовані котуни. У 1996 р комбінат перетворено у відкрите акціонерне товариство (85 %–акції держави).
Промислові запаси руди в проєктному контурі Першотравневого кар'єра на 2000 р становлять 712 млн т (Fe загального 34,49 %); Ганнівського — 500 млн т (Fe загального 35,8 %). проєктна глибина Першотравневого кар'єра — 650 м, Ганнівського — 450 м, досягнута на 2000 р — 365 і 250 м відповідно. До складу комбінату поряд з двома кар'єрами проєктною потужністю 48,5 млн сирої руди на рік, входять 2 збагачувальні фабрики потужністю 20,5 млн т залізорудного концентрату на рік, три грудкувальні фабрики, потужністю 16,3 млн т котунів на рік, допоміжні цехи. З урахуванням потенційних виробничих можливостей річне виробництво концентрату може бути забезпечене на рівні 20,5 млн т (Fe 65 %), котунів — 14,5 млн т (у 2000 р — відповідно 5,25 млн т і 4,37 млн т).
На початку XXI століття сировинною базою комбінату є залізисті кварцити Першотравневої ділянки й Ганнівське родовище, що знаходяться у північній частині Криворізького залізорудного басейну.
Родовища відробляються відкритим способом, максимальний розмір шматка руди 1200 мм. Стан запасів на 01.01.2003 р. по кар'єрам ПівнГЗКа: розкритих запасів 146,3 млн т, підготовлених до розкриття 16,1 млн т, готових до виїмки 2,4 млн т, забезпеченість до виїмки запасами 2,5 млн т сировини на місяць. В середньому ПівнГЗКа видобуває 33,7 млн т руди на рік.
Основним методом збагачення є магнітний у слабкому полі. Технологічна схема включає 4 стадії попереднього дроблення, 3 стадії подрібнення і 5 стадій магнітної сепарації. У кожній стадії отримують відходи, а промпродукт переробляється далі. У результаті повного циклу збагачення із руди з масовою часткою загального заліза (Fe заг) 31,23-33,6 % отримують концентрат з масовою часткою Fe заг 65,04-65,15 %, вологістю бл. 10 %. В середньому на рік комбінатом випускається 7 млн т концентрату і 5,6 млн т котунів. У останніх масова частка Fe заг — 60,5-60,68 %. На комбінаті встановлені дробарки типу ККД 1500/180; КРД 900/100; КСД 2200; КМД 2200; на збагачувальних фабриках — млини МШР 3,6 х 4,0; МШР 4,5 х 5,0; МШЦ 3,6 х 5,5; магнітні сепаратори типу ПБМ-120/300; вакуум фільтри Ду-100. Питомі витрати електроенергії станом на 01.01.2003 р. на 1 т концентрату 115,8 кВтּгод, на 1 т котунів 64,98 кВтּгод.
Перспективний проєкт — нарощування сировинної бази комбінату за рахунок переробки відходів збагачення із хвостосховища, застосування сухої магнітної сепарації, як методу предзбагачення сировини, поряд з реорганізацією і переоснащенням збагачувального виробництва, підвищення якості товарної продукції, можливість застосування флотаційного методу збагачення сировини.

## Реєстраційні дані
- Адреса: 50079, Україна, м. Кривий Ріг.
- Код ЄДРПОУ 00191023
- Офіційний сайт: https://sevgok.metinvestholding.com/ua
- Форма власності: Приватне акціонерне товариство (ПрАТ)

### Посадові особи
- Генеральний директор: Скачков Андрій Анатолійович[2]

## Власники комбінату
Північний ГЗК входить у групу «Метінвест», акціонерами якої є Систем кепітал менеджмент (75 %) і група компаній «Смарт-холдинг» (25 %), які беруть участь в управлінні групою «Метінвест» на партнерських засадах. Об'єднання гірничо-металургійних активів СКМ і «Смарт-холдингу» в рамках «Метінвесту» почалося в 2007 році і передбачалося його завершити у 2009 році.

## Технологія збагачення руд Північного гірничо-збагачувального комбінату
На збагачувальній фабриці № 2 (РЗФ-2) Північного гірничо-збагачувального комбіната застосовується технологія рудного самоподрібнення, яка розроблена, запроєктована і реалізована інститутом Мехнанобрчермет із застосуванням сучасного вітчизняного комплексу обладнання самоподрібнення великої одиничної потужності (до 2,5 млн. т з вихідної руди за рік).
Технологічна схема збагачення з повним рудним самоподрібненням включає дві стадії подрібнення, три стадії збагачення, один прийом знешламування і фільтрації.
Подрібнення вихідної руди першої стадії здійснюється у млинах самоподрібнення ММС-90-30А, які працюють у замкненому циклі з двоспіральним класифікатором 2КСН-3,0 (діаметр спіралі 3 м, довжина 17,5 м).
У другій стадії подрібнення встановлено рудногалечні млини МРГ-55-75А, які працюють у замкненому циклі з односпіральним класифікатором ІКСН-3,0 і гідроциклоном діаметром 300 мм.
Галя з млина ММС-90-30А системою конвейерів подається до галечного бункеру, а потім до рудногалечних млинів. Надлишок галі і скрапу спрямовується на секцію доробки або у галечні бункери. Концентрат III стадії магнітної сепарації перекачується у відділ фільтрування.

## Об'єми виробництва
Концентрат: 
- 2012 — 14,558 млн т
- 2013 — 14,879 млн т
- 2014 — 13,421 млн т
- 2015 — 13,152 млн т
- 2016 — 11,637 млн т
- 2017 — 11,365 млн т
- 2018 — 10,755 млн т
- 2019 — 12,010 млн т

Окатиші:
- 2012 — 9,957 млн т
- 2013 — 10,832 млн т
- 2014 — 8,634 млн т
- 2015 — 7,690 млн т
- 2016 — 8,882 млн т
- 2017 — 7,420 млн т
- 2018 — 8,495 млн т
- 2019 — 8,010 млн т

## Сьогодення
З 2016 року Північний ГЗК запустив першу лінію комплексу скельної циклічно-потокової технології (система конвеєрів, які доставляють руду з кар’єру на дробильну фабрику для виробництва концентрату) на Першотравневому кар’єрі. Будівництво було розпочато ще в 2010 р. За даними ЗМІ, інвестиції в проєкт становили 1,9 млрд грн.
Північний ГЗК освоїв виробництво окатишів із вмістом заліза 65%. У 2017 р. вироблено 1,5 млн. т окатишів такої якості.
У 2017 році «Метінвест Холдинг» (Центральний ГЗК, Північний ГЗК, Інгулецький ГЗК) заявив про плани придбання 50 кар’єрних самоскидів у БелАЗ до кінця 2020 р. у рамках програми оновлення техніки.
У 2018 році Північний ГЗК інвестував 2,5 млрд грн в оновлення техніки та підвищення ефективності й екологічності. Придбано 11 кар’єрних самоскидів, 2 важких бульдозери, переобладнані 4 поливальні машини, проведено капітальні ремонти залізничного транспорту.
У 2019 році Північний ГЗК інвестував UAH 500 млн на закупівлю 16 кар'єрних самоскидів., а також інвестував UAH 1,7 млрд в капітальні ремонти транспортних засобів та устаткування.
У 2023 році Північний ГЗК увійшов до Топ-200 компаній за рівнем доходу за 2022 рік, що свідчить про її успішну діяльність та значний внесок у світову економіку.

## Персонал та зарплатня
Чисельність персоналу — 6066 осіб.
Середня заробітна плата (до стягнення податків на рівні працівника) — 254 тис. грн на рік.